# На слово, на слово Р
На слово, на слово Р (енгл. The Big C) америчка је телевизијска серија коју је створила Дарлин Хант за Showtime. Глумачку поставу предводи Лора Лини, која тумачи професорку из Минеаполиса којој је је дијагностикован меланом што одбија да открије својој породици, након чега јој се живот мења из корена.
Серија је добила изузетно позитивне рецензије критичара, који су посебно похвалили глумачку поставу и емотивну радњу. Премијера серије је остварила највећу гледаност у историји мреже Showtime. Освојила је бројна признања, међу којима је и награда Сателит.

## Радња
Кети Џејмисон (Лора Лини) је супруга, мајка и професорка, која постаје жртва тешке болести. Након што јој је дијагностикован четврти стадијум рака, Кети испрва своју болест скрива од мужа Пола (Оливер Плат) и сина Адама (Гејбријел Басо), те се припрема за оно што јој је рекао лекар — сигурну смрт.
У жару тренутка, Кети одлучи да изгради базен који је одувек желела и купи црвени спортски аутомобил који ће оставити сину за 18. рођендан. Њен живот обогаћују, а уједно и компликују, раздражљива комшиница, ученица коју је узела под своје окриље као посебан пројекат, згодни школски домар и необичан брат који је одлучио да је његов животни стил бити бескућник. Док припрема своју породицу на своју неизбежну судбину, Кети одлучује да остатак живота, колико год да јој је остало, живи до максимума.

## Улоге
| Глумац            | Улога         |
| ----------------- | ------------- |
| Лора Лини         | Кети Џејмисон |
| Оливер Плат       | Пол Џејмисон  |
| Џон Бенџамин Хики | Шон Толки     |
| Гејбријел Басо    | Адам Џејмисон |
| Филис Самервил    | Марлин        |
| Габореј Сидибе    | Андреа Џексон |

## Епизоде
| Сезона | Сезона | Епизоде | Епизоде | Оригинално емитовање | Оригинално емитовање |
| Сезона | Сезона | Епизоде | Епизоде | Премијера            | Финале               |
| ------ | ------ | ------- | ------- | -------------------- | -------------------- |
|        | 1.     | 13      | 13      | 16. август 2010.     | 15. новембар 2010.   |
|        | 2.     | 13      | 13      | 27. јун 2011.        | 26. септембар 2011.  |
|        | 3.     | 10      | 10      | 8. април 2012.       | 17. јун 2012.        |
|        | 4.     | 4       | 4       | 29. април 2013.      | 20. мај 2013.        |